# أستراليا المفتوحة 1981
هنا قائمة ببطولات أستراليا المفتوحة لسنة 1981:

## الكبار

### فردي رجال
يوهان كرايك (/) هزم ستيفن دينتون (), 6-2, 7-6, 6-7, 6-4

### فردي سيدات
مارتينا نافراتيلوفا () هزم كريس إيفرت (), 6-7, 6-4, 7-5